# Chionaema andromeda
Chionaema andromeda är en fjärilsart som beskrevs av Cerny 1993. Chionaema andromeda ingår i släktet Chionaema och familjen björnspinnare. Inga underarter finns listade i Catalogue of Life.